# Tragédie de la porte 12
La tragédie de la porte 12 est survenue le 23 juin 1968 au stade Monumental de Buenos Aires en Argentine. Ce jour-là, un Superclásico, derby historique entre les locaux de River Plate et les visiteurs de Boca Juniors a lieu.
Alors que le match est sur le point de se terminer par un match nul (0-0) entre les deux équipes, certains spectateurs se précipitent déjà vers la sortie pour quitter les tribunes afin d'éviter la cohue de la foule d'après-match. Ces milliers de spectateurs pénètrent vers un minuscule escalier menant vers la porte 12 (Puerta 12). L'issue reste fermée d'après certains témoins et l'afflux de nouveaux spectateurs crée un mouvement de foule.
71 supporters de Boca, mineurs pour la plupart âgés en moyenne de 19 ans décèdent, et il y a plus de 150 blessés, écrasés ou asphyxiés contre une des portes de sortie restée fermée.
Certains témoins déclarent que la police aurait frappé certains supporters de Boca Juniors, qui leur avaient uriné dessus depuis les tribunes provoquant une intervention musclée de la police puis un mouvement de panique.
D'après d'autres témoins, des supporters de Boca Juniors auraient enflammé des drapeaux à l'effigie de l'équipe rivale avant de les jeter dans les tribunes inférieures provoquant la panique.
Après trois ans d’enquête, aucun coupable n’a pu être désigné, ni parmi les supporters, ni parmi la police. Depuis, les portes du stade ne sont plus nommées avec des chiffres mais par des lettres,.